# Паркланд (Флорида)
Паркланд (енгл. Parkland) град је у америчкој савезној држави Флорида. По попису становништва из 2010. у њему је живело 23.962 становника.

## Демографија
Према попису становништва из 2010. у граду је живело 23.962 становника, што је 10.127 (73,2%) становника више него 2000. године.
| Група             | 2000.          | 2010.          |
| Белци             | 11.638 (84,1%) | 17.506 (73,1%) |
| Афроамериканци    | 425 (3,1%)     | 1.563 (6,5%)   |
| Азијати           | 445 (3,2%)     | 1.405 (5,9%)   |
| Хиспаноамериканци | 1.152 (8,3%)   | 3.113 (13,0%)  |
| Укупно            | 13.835         | 23.962         |